# 性別適合手術
性別適合手術（せいべつてきごうしゅじゅつ、英語: gender-affirming surgery）とは、性別移行を望む者が自身の性同一性に一致するように自分の身体的な性的特徴を変えるために行う外科的手術のこと。主に外科的手法による内外性器に関する手術を指し、英語では「Gender-affirming surgery (GAS)」または「Sex Reassignment Surgery (SRS) 」と呼ぶ。日本語では性別再割り当て手術（性別再割当手術）などの名称もある。性転換手術という呼び方は不適切とされている。日本GI（性別不合）学会や日本精神神経学会では「性別適合手術」を正式な名称として用いている。

## 概要
身体的な性別移行を望む者に対し、内外性器を他の性別の特徴に類似した形態を得ることを目的とする。女性から男性への手術、男性から女性への手術に分類される。トランスジェンダーや性同一性障害者（現在は性別不合もしくは性別違和）に対して行われる以外に、女性化乳房のシスジェンダー男性に対する乳房縮小手術などを含めて呼ぶ場合もある。
男性の性的特徴に合わせる手術では、子宮卵巣摘出術、膣粘膜切除・膣閉鎖術、尿道延長術、陰茎形成術や乳房切除術がある。女性の性的特徴に合わせる手術では、精巣摘出術、陰茎切除術、造膣術、女性様陰核形成術、女性様外陰部形成術がある。
性別適合手術は、個人の性同一性をサポートして肯定するために設計された「ジェンダー・アファーミング・ケア」の一部であり世界トランスジェンダーヘルス専門家協会（WPATH）、米国小児科学会、アメリカ精神医学会、アメリカ医師会、アメリカ心理学会など多くの専門組織によってその有効性が立証されている。
世界トランスジェンダー・ヘルス専門家協会は、性別適合手術を含むジェンダー・アファーミング・ケアに関する「Standards of Care（SOC、標準治療）」と呼ばれる医学的コンセンサスに基づいたシステマティック・レビューおよび診療ガイドラインを提供している。2024年7月現在、最新版は2022年に公開された第8版である。2012年に公開された第7版は日本語翻訳も公開されている。世界保健機関（WHO）もジェンダー・アファーミング・ケアのガイドラインを公表している。
現代の医療において性別適合手術を受けるにはインフォームド・コンセントのもとでこれらの専門のガイドラインに従わなくてはならない。性別適合手術は基本的に子どもには処置できず、アメリカでは通常は18歳以上、日本ではガイドラインにより成年に達していることが求められている。
米国トランスジェンダー調査の二次分析では、性別適合手術を受けた人は、手術を希望したが受けなかった回答者と比較して、精神的苦痛、喫煙、自殺念慮の割合が有意に低いことがわかった。これは、このテーマに関するこれまでで最大の対照研究（N = 19,960）であったが、調査の設計と自己申告の回答により、いくつかの制限とバイアスが発生した可能性がある。
2021年の調査では、性別適合手術を受けた 7,928 人の患者のうち後悔しているのは1％と極めて低く、後悔の最も一般的な理由は新しい性別役割での生活の困難や不満だった。

## 手術の方法

### FTM・男性自認者への性別適合手術
女性から男性への手術 (FTM SRS) では、いくつかの段階に分けておこなわれる。
(1) 子宮卵巣摘出術
子宮、卵巣、卵管の摘出。
(2) 膣粘膜切除・膣閉鎖術
膣の内壁を切除し膣を閉じる。
(3) 尿道延長術
膣前壁皮弁、大小陰唇、前庭部の皮膚などの組織を切り取って移植し尿道を作り、のちの陰茎形成のために延長しておく。
(4) 陰茎形成術
陰茎形成には様々な方法がある。
ALT(Anterolateral Thigh Flap)
前外側大腿皮弁法
MLD(Musculocutaneous Latissimus Dorsi Flap)
広背筋皮弁法
FFF(Free Fibula Flap)
腓骨皮弁法
腹部皮弁法
下腹部、鼠蹊（そけい）部などの皮弁を用いて陰茎形成する。
陰核陰茎形成術 (Metaidoioplasty)
長期間の男性ホルモン療法により肥大した陰核の腹側の索条物を外して、上方に翻転させてミニペニスを形成する。立位での排尿が可能となる上、身体のほかの部分に組織提供部を必要とせず傷を残さないため、この手術を希望し選択する当事者も多い。このミニペニスに満足できない場合、すでに延長した尿道をそのまま利用して、本格的な陰茎形成もできる。
マイクロサージャリー法
前腕皮弁または上腕部のデルトイド皮弁を切り取り、筒状に細工して陰茎の形状にし、（顕微鏡下での神経血管接続手術）で陰核の部分に接続する。切り取られた前腕部には、臀部の表皮をはぎ取り前腕部組織の回復処置を行うが、完全に元の状態には戻らないことが多い。性交渉を望む場合は、陰茎形成時に内部にポケット状の空間を確保し、約1年後に特殊な折り曲げ可能なインプラントを挿入して完成する。
(5) 陰嚢形成
大陰唇の組織の内部にシリコンプロテーゼを挿入し陰嚢の形状に形成する。

### MTF・女性自認者への性別適合手術

1.上行結腸、2.横行結腸、3.下行結腸、4.S状結腸

男性から女性への手術 (MTF SRS)では、以下の手法が一般的である。
陰茎会陰部皮膚翻転法
尿道と直腸の間を切ってスペースを作り、そこに海綿体、陰茎、精巣を除去し陰茎の皮膚で女性外陰部を形成して残った陰茎と全ての陰嚢の皮膚の血流を残したまま移植して膣を形成する。これを造膣と呼ぶ。感覚を残すために、動脈と静脈と神経をつないだ陰茎亀頭の3分の1を移植して陰核を形成する。感覚には個人差が大きく、また術後約1年間は、神経が未結線のために無感覚である。また、術後3か月以上の長期間に渡って、1日2～3回程度定期的にプロテーゼ（スティック、ダイレーターとも呼ばれる）による拡張ケア（ダイレーション）を行い、膣の収縮を抑えることが必要である。長年の女性ホルモン投与による男性器の萎縮などの理由で陰茎や陰嚢の皮膚が不足する場合に、尿道を利用して造膣することも近年可能になった。この術法はモロッコ在住のフランス人医師のジョルジュ・ビュルー (de: Georges Burou) によって1960年代に考案され後の1973年に彼がスタンフォード大学医学部においてその術法を公開したことで世界に普及した。1966年にジョンズ・ホプキンス大学病院で行われた性別適合手術もこの技法を基に若干の変更を加えられたものである。現在タイ王国などアジア諸国も含めて世界的にこの手法が主流となった。
大腸法（S字結腸法）
尿道と直腸の間を切ってスペースを作り、下腹部を15cm程度開腹して、大腸の肛門側部分であるS字結腸を10数cm使用して造膣をおこなう。性交渉を重視する場合に用いられる手法。分泌される腸液がバルトリン腺液に似た効果を与えるが、膣形成に使用されるS字結腸は血流を確保する目的で完全に腸と切り離せない。そのため常に分泌し続け、ナプキンなどで常時ケアをしなければならないという欠点がある。しかし、術後の膣収縮が少なく、ダイレーションが陰茎会陰部皮膚翻転法に比べて少ない回数で済むという利点がある。デンマークやスウェーデンなど欧米圏ではかつて1950年代を中心にこの手法が行われていたが、現在では古典的な術法とされ、陰茎会陰部皮膚翻転法では十分な奥行きが確保できない場合にしか行われない。日本では、岡山大学病院がこの技法を基に腹腔鏡手術とした手法で行っている。
造膣なし性別適合手術
性同一性障害者の性別の取扱いの特例に関する法律 では造膣形成術が必要要件ではない。よって、術法は精巣摘出術、陰嚢全皮膚切除術、陰茎切除術、余剰陰茎皮膚切除術、陰嚢内組織摘除術、女性外陰部形成術で造膣をして身体に穴を開けない方式のために金銭面にも身体面に負担が少なくダイレーションやナプキンを持ち歩く等のアフターケアも行う必要がないが術後の日々や定期的なケアを行う必要がある。

造膣する際には、どちらの方法でも難しいのは血行の保持であり、うまくいかない場合はその皮膚に血が通わなくなるため、その皮膚組織が壊死して脱落する可能性がある。

## 各国において
ジョグジャカルタ原則第17原則においては、国家は診療録開示やインフォームド・コンセントの権利とともに性別適合に関する身体変更を法的に正当で差別的でない治療とし、その治療や看護、支援も容易に受けられるようにする義務があることが記された。

### 日本
日本では1950年から1951年にかけて、日本医科大学付属病院及び竹内外科病院によりMTFの永井明子に対しておこなわれた。1969年、十分な診断をせずに性別再判定手術を行なった医師が優生保護法違反により逮捕されたブルーボーイ事件が起きた。1997年5月28日、日本精神神経学会が「性同一性障害に関する答申と提言」を答申。1998年10月、埼玉医科大学総合医療センターの原科孝雄教授が日本国内初の公式な性別再判定手術で日本初のFTMの手術となる性転換手術を行う。ついでMTFの手術も実施し後に多数の手術を手がける。2002年3月23日、日本精神神経学会では、「性転換手術」などと呼ばれていた名称をより手術の正式な名称として「性別適合手術」とした。
日本で手術の実績を持つ主な大学は、埼玉医科大学、岡山大学、関西医科大学、大阪医科大学、札幌医科大学。かつて埼玉医科大学総合医療センターでは2007年まで原科孝雄が形成外科教授であったこともあり、日本で初めて公式な性転換手術を施行し、症例数も多く、技術的に難しく国内では前例がなかったFTM（女性から男性へ）の性転換手術にも実績があった。西日本では1999年9月、岡山大学病院が西日本の大学病院としては初の手術を計画していることが明らかになった。当時はまだ性転換手術と呼ばれた。2001年に手術を実施。2018年には全国で初めて公的医療保険の対象となる手術を実施している。
このほかの病院・医院でも、手術の実施のため入れて各科の専門家で構成するジェンダークリニックを設置している。ただし必ずしもこれらすべての病院が積極的に手術を行っているわけではないため、手術を希望する患者のすべてをさばける状態とは言えない。また、日本は性別適合手術の後進国と感じられているため、性別適合手術を希望する人の一部が、施術医療機関が整っていて熟練した医師のいるタイ王国で手術を受けている。日本国内で上記5か所以外にも、積極的に手術を行っている私立病院（主に美容形成外科や産婦人科）は存在する。総合病院ではない比較的小規模な病院であっても全身麻酔下での手術であるため、手術医に加え、専門の麻酔科医の参加や入院設備のある施設で行われるべきである。
狭義の性別適合手術ではないが、2012年5月に東京都新宿区の診療所「湊川クリニック」（廃止）で、乳房の切除手術を受けた患者が死亡する事故が発生し、性同一性障害に関する診断と治療のガイドライン改訂の議論が起こる契機となった。

### ヨーロッパ
1930年ベルリンにて、性科学者マグヌス・ヒルシュフェルトの保護監察下において、デンマークの画家リリー・エルベに対して睾丸摘出手術（去勢術）が施術された。翌年の1931年には、ドイツのドレスデン州立婦人科診療所において、彼女に陰茎切断、卵巣と子宮の移植も伴った世界初の性別適合手術がクルト・ヴァルネクロス（de:Kurt Warnekros）によって施術された。彼女は法的性別の変更も認められたが、間もなく拒絶反応により50歳で死亡した。現在、生殖器の移植が行われない理由の一つには免疫抑制が極めて困難なことがある。しかし近年、免疫抑制剤なしで子宮の移植手術を行う研究がなされている。
1946年ロンドンにて、形成外科医ハロルド・ギリーズ（en:Harold Gillies）によって、世界初の陰茎形成術がFtMのローレンス・マイケル・ディロン（en:Michael Dillon）に対して施術された。ギリーズはまた、1951年にMtFのロバータ・カウエル（en:Roberta Cowell）に対し、血管と神経を残したまま海綿体を除去した陰茎を翻転させ小陰唇を形成することにも成功した。この術法は後のジョルジュ・ビュルーによる陰茎会陰部皮膚翻転法の前まで、外陰部形成術として広くおこなわれた。
2003年6月12日付けの欧州人権裁判所の記録（ファン・キュック対ドイツ事件）では、性別適合手術は「必要な医療行為」であり、民間の保険会社が性別適合手術の費用を「正当な医療行為ではない」として負担しなかったことを容認したドイツ国内の判決を、原告の性同一性と自己決定権をないがしろにするものであり、人権と基本的自由の保護のための条約第6条の「公平な審理と裁判を受ける権利」そして同第8条の「私生活の権利」の蹂躙にあたるとしてドイツ政府に治療費と精神的苦痛に対しての損害賠償を命じる判決が下された。
オランダでは性別適合にかかる正当な医療行為として健康保険の適用が認められ、さらにMtFのための顔面の女性化の手術や豊胸手術にも性別適合にかかる正当な医療行為として健康保険の適用が認められている。

### イラン
イランでは、1980年代中頃以降、法的な性別の変更は認められ、性別適合手術はイラン政府により同国の当事者に無償で提供されている。ブラジルでは2007年より、キューバでは2008年より、北欧諸国同様に、性別適合手術が無償で提供される。

### タイ
タイ王国では、性別適合手術が盛んで外国人でも条件があるものの手術を受けることが可能である。